# دان مارتن (ممثل)
دان مارتن (بالإنجليزية: Dan Martin) هو ممثل أمريكي، ولد في 22 ديسمبر 1951.

## وصلات خارجية
- دان مارتن على موقع IMDb (الإنجليزية)
- دان مارتن على موقع قاعدة بيانات الفيلم (الإنجليزية)
- دان مارتن على موقع ANN person (الإنجليزية)